# Eopyrenula
Eopyrenula är ett släkte av lavar. Enligt Catalogue of Life ingår Eopyrenula i familjen Dacampiaceae, ordningen Pleosporales, klassen Dothideomycetes, divisionen sporsäcksvampar och riket svampar, men enligt Dyntaxa är tillhörigheten istället familjen Dacampiaceae, klassen Dothideomycetes, divisionen sporsäcksvampar och riket svampar.
| Eopyrenula | \| \| Eopyrenula avellanae \| \| \| \| \| \| Eopyrenula grandicula \| \| \| \| \| \| Eopyrenula leucoplaca \| \| \| \| \| \| Eopyrenula septemseptata \| \| \| \| |
|            | \| \| Eopyrenula avellanae \| \| \| \| \| \| Eopyrenula grandicula \| \| \| \| \| \| Eopyrenula leucoplaca \| \| \| \| \| \| Eopyrenula septemseptata \| \| \| \| |
|            | Eopyrenula avellanae |
|            | |
|            | Eopyrenula grandicula |
|            | |
|            | Eopyrenula leucoplaca |
|            | |
|            | Eopyrenula septemseptata |
|            | |

|  | Eopyrenula avellanae     |
|  |                          |
|  | Eopyrenula grandicula    |
|  |                          |
|  | Eopyrenula leucoplaca    |
|  |                          |
|  | Eopyrenula septemseptata |
|  |                          |